# Sur la Volga
Pour les articles homonymes, voir Volga (homonymie).
Sur la Volga (en russe : На Волге) est une peinture de paysage et une marine du peintre russe Nikolaï Doubovskoï (1859-1918), terminée en 1892. Elle appartient à la Galerie Tretiakov, où elle est classée à l'inventaire sous le no 992. Ses dimensions sont de 141,5 × 190,5 cm. Le tableau représente une vaste étendue d'eau, le fleuve Volga s'étendant jusqu'à l'horizon comme une mer sans fin. Avec les tableaux Silence (1890) et Le Pays natal (1905), Sur la Volga est une œuvre majeure de Doubovskoï.
La toile Sur la Volga est présentée au public lors de la 20e exposition des Ambulants, qui est ouverte en février 1892 à Saint-Pétersbourg, et se poursuit à Moscou à partir du mois d'avril de la même année. Le travail de Doubovskoï est très apprécié par le public et les critiques qui visitent l'exposition. Ainsi, le peintre Ilia Repine le considère comme « incroyable par son exécution »,. Durant l'année 1892, Pavel Tretiakov en fait l'acquisition à l'auteur.
À propos de ce tableau Sur la Volga, le critique Vladimir Sizov (ru) écrit : « La grandeur et la force du fleuve sont bien ressenties devant cette immense surface d'eau, calme et brillante, mais surtout puissante. », Pour la critique d'art Faïna Maltseva, Sur la Volga est la meilleure œuvre de l'artiste et l'impression d'espace créée par la toile est obtenue dans une large mesure par les qualités de coloriste du peintre qui réalise une interaction subtile de la lumière et de la couleur. L'historien d'art Vitali Manine (ru) décrit l'élégance de la toile de Doubovskoï et souligne « l'impression extraordinaire d'espace et de calme qui s'exprime, comme si le temps s'était arrêté ».

## Histoire
Durant les années 1877 à 1881, Nikolaï Doubovskoï étudie à l'Académie russe des Beaux-Arts en classe de peinture de paysage, où son professeur est Mikhaïl Klodt. Après qu'il s'est vu interdire de participer à un concours sur un sujet libre, en 1881 (selon d'autres sources en 1882), Doubovskoï quitte l'Académie sans terminer son cycle de formation. Durant les années 1880, le peintre parcourt plusieurs fois le cours de la Volga et l'on retrouve plus tard ses impressions de voyage dans ses toiles ultérieures. Un de ses voyages sur la Volga a lieu en 1882, après avoir reçu le prix de la Société impériale d'encouragement des beaux-arts pour son paysage Avant l'orage en petite Russie ainsi que Après la pluie. Charroi sur le chemin,.

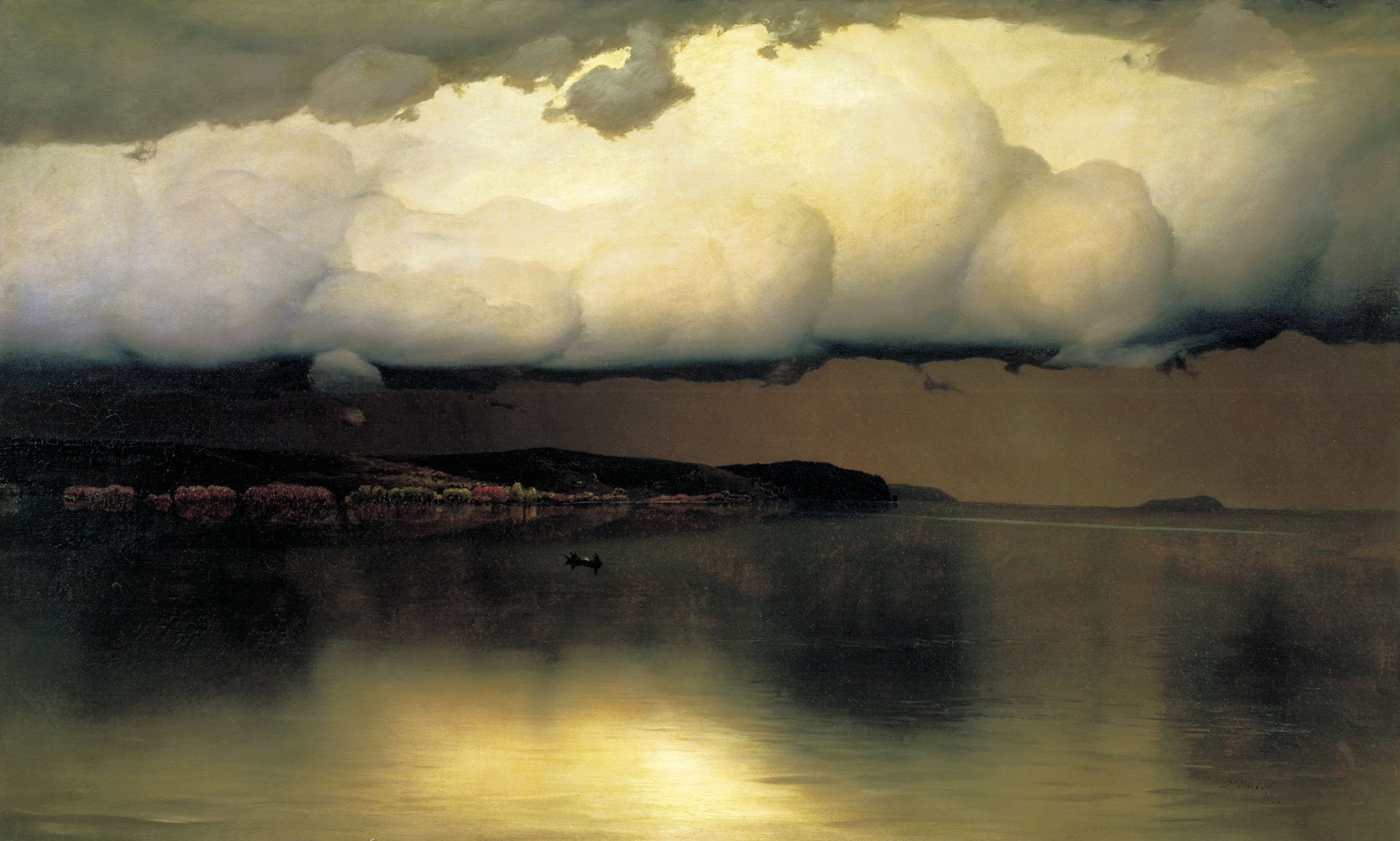
N. Doubovskoï. Silence (1890, Musée russe)

Les débuts de la participation de Doubovskoï aux expositions des Ambulants datent de 1884. C'était lors de la 12e exposition et il y a présenté son tableau l'Hiver. Après cette première, il n'a plus présenté ses tableaux que lors d'expositions des Ambulants. En 1886, il est admis au sein de l'association des artistes ambulants et en devient un des membres les plus actifs,. La toile Silence est présentée lors de la 18e exposition des Ambulants en février 1890,,. Avec ce dernier tableau commence une orientation qui marque l'œuvre ultérieure de Doubovskoï, avec des paysages consacrés à de grandes surfaces d'eau comme celle de Sur la Volga qui date de 1892.
Ce tableau Sur la Volga reprend les impressions de voyage du peintre sur le fleuve Volga au cours de l'année 1882,. Il est présenté au public lors de la 20e exposition des artistes Ambulants,, ouverte en février 1892 à Saint-Pétersbourg, et qui s'est déplacée à Moscou en avril de la même année. C'est la seule œuvre de Doubovskoï présentée à cette exposition cette année-là,, et elle a été très appréciée par les visiteurs et les critiques. Le critique d'art Vladimir Sizov (ru), en particulier, a publié un article critique très favorable dans la revue Les Nouvelles russes,. De nombreuses années plus tard, en 1918, le professeur Vladimir Wagner se souvient que « lors de l'exposition, le public s'attardait en nombre devant Sur la Volga, apparemment sans se rendre compte immédiatement de ce qui l'attirait vers cette toile ». Selon Vladimir Wagner, on a appelé le tableau symphonie en mauve, parce qu'il n'étonnait pas tant par sa technique, bien qu'elle fût sans défaut, ni par la maîtrise de son auteur qui était évidente, que par la disposition d'esprit du peintre, par la symphonie spirituelle qu'il transmet non par des sons mais par les couleurs de sa palette ».

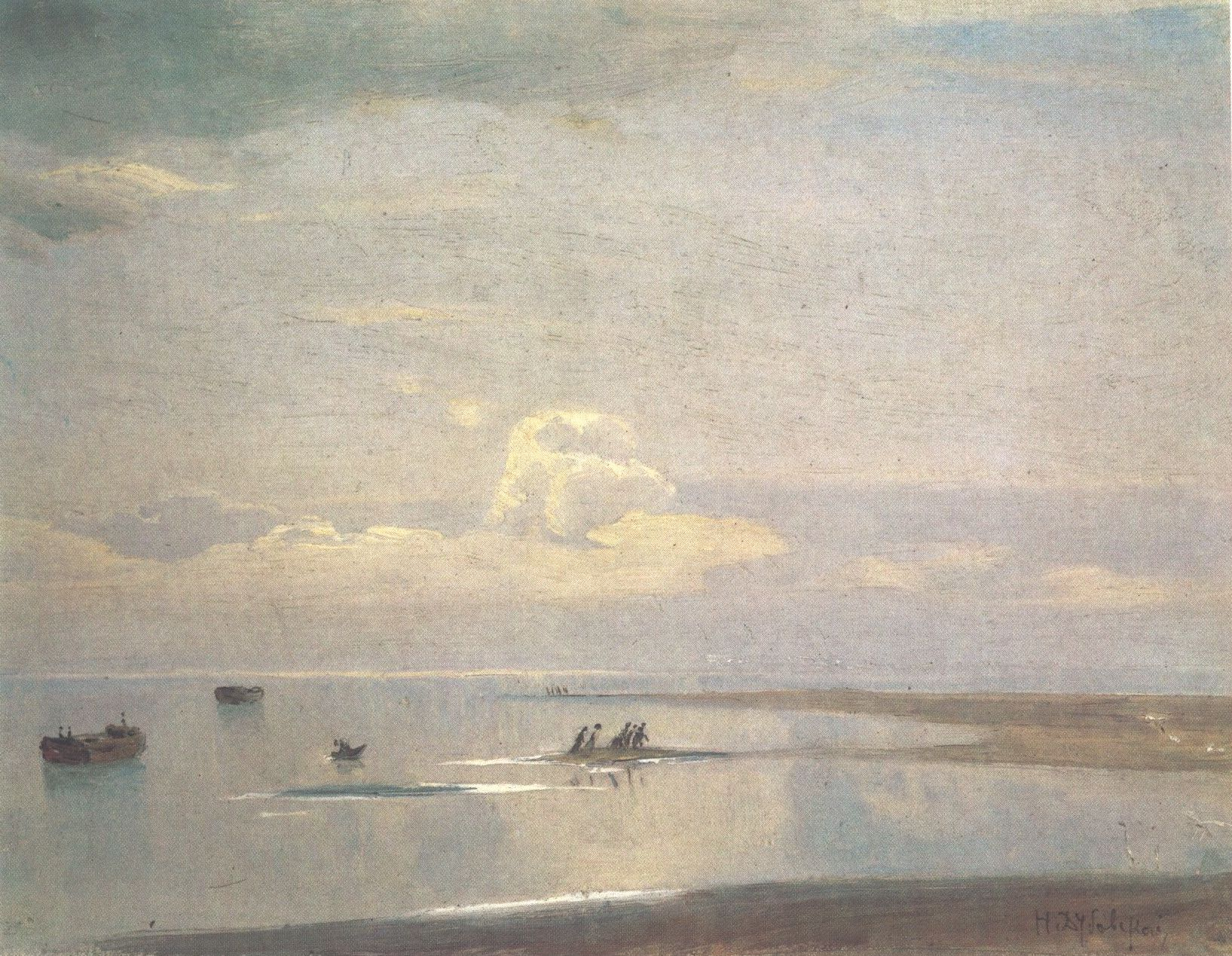
N. Doubovskoï Sur la Volga (étude, 1892, Galerie Tretiakov)

Dans une lettre à Pavel Tretiakov, envoyée de Saint-Pétersbourg et datée du 27 février 1892, le peintre Ilia Repine écrit : « Sur la Volga de Doubovskoï, voilà quelque chose d'étonnant dans sa perfection. Comment l'eau, le ciel sont rendus dans toute leur poésie. C'est le meilleur tableau de cette exposition ! »,, En réponse à cette lettre, le 5 mars 1892, Tretiakov répond de Moscou à Répine : « Je vais retourner voir l'exposition. Pour moi, ce tableau de Doubovskoï est ce qu'il y a de meilleur à cette exposition »,. La même année 1892, Tretiakov fait l'acquisition du tableau à l'artiste pour sa galerie.
Selon certaines sources, dans les années 1890, la toile Sur la Volga a été présentée hors concours lors de l'une des expositions d'art annuelles de la ville de Munich. En 1911, le tableau est exposé lors de la Exposition d'Art internationale (en) à Rome, en même temps que des œuvres plus tardives, telles que Le Pays natal (1905, aujourd'hui au musée des beaux-arts Vroubel à Omsk), ainsi que le tableau Les Alpes (1895, aujourd'hui au musée d'histoire de Novotcherkassk). Le tableau Sur la Volga a également été exposé à l'exposition Doubovskoï, qui a eu lieu en 1938 au Musée russe à Leningrad et était dédié au 20e anniversaire de la mort de l'artiste,.
La Galerie Tretiakov conserve également l'étude éponyme de Nikolaï Doubovskoï réalisée pour la tableau Sur la Volga (toile, huile, 24 × 32 cm, à l'inventaire sous no 11067) achetée par le peintre et collectionneur Ilya Ostroukhov à l'auteur. Cette étude est entrée dans les collections de la Galerie Tretiakov en 1929 en provenance du musée Ostroukhov.

## Description

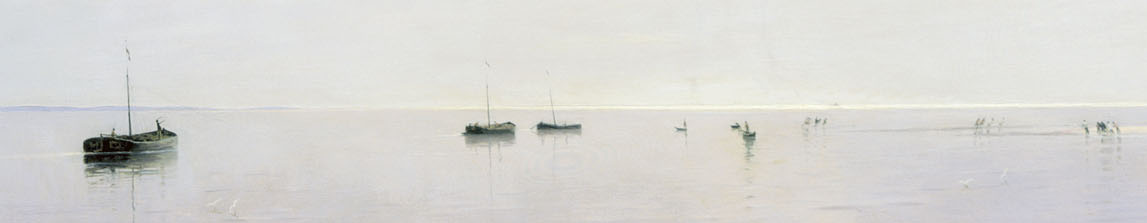
Bateaux et pêcheurs (détail du tableau)

La toile représente un large fleuve aux eaux abondantes, la Volga. Sa surface s'étend jusqu'à l'horizon et semble pareille à une mer sans limite. La plus grande partie de la toile est occupée par le ciel et l'eau, le ciel étant présent non seulement par lui-même mais aussi par son reflet dans l'eau. L'impression d'immensité est créée par la position très basse et à peine perceptible de la ligne de l'horizon, dans laquelle l'eau se confond avec le ciel. Le ciel, partiellement couvert de nuages légers, est « un élément important dans la résolution des problèmes d'espace, dans le dévoilement de plans à longue distance ».
À la différence de la forte tension entre les couleurs propre à la toile Silence, dans Sur la Volga le peintre utilise une gamme nuancée de tons violets. La palette des couleurs du paysage est composée de transitions douces : dans la partie plus sombre du premier plan, ce sont des tons bleus-bruns qui sont utilisés, plus près de l'horizon des nuances lilas-opales, et dans la représentation du ciel des tons bleus-argents. Dans le ciel, sur les nuages apparaissent de doux reflets du soleil. Sur l'eau sont également représentés des reflets du soleil, pour lesquels le peintre utilise des tons lilas-opales.
De petits détails viennent compléter le tableau : les figures des pêcheurs sur une étroite bande de sable à droite de la toile, les silhouettes des barques à fond plat et des canots de pêcheurs, figées à la surface de l'eau, et encore quelques canards et des mouettes,,. Les contours sombres des barques à fond plat « sont subtilement utilisées par le peintre pour souligner la dimension des plans spatiaux ». La dimension relativement petite des barques et des pêcheurs souligne non seulement l'immensité de l'espace qui les entoure, mais montre également le lien entre le fleuve et la vie des gens qui vivent et travaillent sur ses rives.

## Critiques
Dans un article concernant la 20e exposition des Ambulants, publié dans le journal Les Nouvelles russes (no 115, 26 avril 1892), le critique d'art Vladimir Sizov (ru) donne un avis enthousiaste à propos du tableau Sur la Volga, et souligne le talent de Doubovskoï, qui a représenté sur sa grande toile « la vaste étendue de la Volga, dont on aperçoit à peine les rives ». Selon Sizov, « la grandeur et la force du fleuve sont parfaitement ressenties en face de cette étendue immense, calme et miroitante, et surtout puissante »,.
Le critique d'art Vladislav Zimenko (ru) qualifie Sur la Volga de paysage superbe et écrit que la manière narrative de Doubovskoï s'y manifeste particulièrement bien. Selon Zimenko, « la nature y est étonnement claire, calme et majestueuse, vivant en paix avec l'homme ». Il note encore que dans ce paysage, « se révèle la poésie traditionnelle dans la vie de l'homme et dans la nature », une poésie qui convient parfaitement, même si elle ne ressort pas à première vue des détails, comme les mouettes et les canards volant sur l'eau, représentés à droite sur la toile.
Selon la critique d'art Tamara Iourova, dans le paysage Sur la Volga, le peintre a réussi à créer « une image majestueuse et calme d'un fleuve aux eaux abondantes, qui se répandent comme une mer sans fin jusqu'à l'horizon ». Iourova remarque également le désir de Doubovskoï d'adopter un style laconique de paysage et d'abandonner le caractère narratif détaillé de ses toiles précédentes.
Faïna Maltseva, critique d'art, considère Sur la Volga comme la meilleure toile de Doubovskoï et écrit que sa présentation lors de la 20e exposition des Ambulants a apporté à l'artiste un succès mérité. L'impression d'espace créée par la toile est obtenue dans une large mesure par les qualités de coloriste du peintre qui réalise une interaction subtile de la lumière et de la couleur.
Selon l'historien d'art chercheur spécialiste de l'œuvre de Doubovskoï Aleksandre Prokhorov, le tableau Sur la Volga est encore en progrès par rapport à Silence quant à la maîtrise parfaite de l'exécution. Prokhorov écrit que la compétence de l'artiste lui a permis de transformer un motif à première vue peu intéressant représentant une immense étendue d'eau, avec des pêcheurs, des mouettes et des canards en « une œuvre majestueuse, monumentale, narrative ».
Le critique d'art Vitali Manine (ru) écrit que le tableau Sur la Volga « est un paysage pur, dans lequel la nature montre le charme de ses couleurs délicates, et des étendues d'eau éclairées par la lumière de l'espace céleste ». Selon le critique, « l'artiste a choisi un sujet qui met l'accent sur de vastes espaces lumineux dans lesquels il n'y a pas de firmament matériel mais des horizons fluviaux et célestes fusionnés en une harmonieuse lumière blanche ». Il note encore l'élégance de la peinture de Doubovskoï, qui parvient à créer avec ce tableau une impression d'espace et de paix extraordinaires, comme si le temps s'était arrêté ».